# Rosmarie Widmer Gysel
Pour les articles homonymes, voir Widmer et Gysel.
Rosmarie Widmer Gysel, né le 8 juillet 1956, est une personnalité politique suisse membre de l'Union démocratique du centre. 

## Biographie
Wlle est conseillère d'État du canton de Schaffhouse de 2005 à 2017.